# لوبنیتسه (برانه)
لوبنیتسه (به لاتین: Lubnice) یک منطقهٔ مسکونی در مونته‌نگرو است که در شهرداری برانه واقع شده‌است. لوبنیتسه ۲۲۹ نفر جمعیت دارد.